# Compogne
Compogne est un village belge de la commune de Bastogne, en province de Luxembourg (Région wallonne).
Avant la fusion des communes, il faisait déjà administrativement partie de la commune de Bertogne. C'était cependant une commune indépendante jusqu'en 1823. Avant 2025, le village faisait partie de la commune de Bertogne.

## Situation
Bien protégé à l'ouest par une colline culminant à l'altitude de 475 m, cette localité ardennaise se trouve à la naissance d'un vallon. Le village est traversé par la route nationale 826 Houffalize-Libramont. Il se situe aux confins des communes de Houffalize (hameau de Vellereux) et de Bastogne (village de Vaux). Le village se prolonge au nord par le hameau de Rastate et au sud par celui de Vivrou.

## Patrimoine
Implantée au sommet d'une petite butte, l'église Saint Martin bâtie en 1949 dans une architecture contemporaine par l'architecte Léon Lamy d'Arlon a la particularité d'avoir été intégrée à un groupe de maisons et fermes anciennes. La tour du clocher datant de 1897 a été rehaussée en 1959.
L'ermitage de Saint-Gossé et le chemin des Morts se trouvent dans les bois en direction de Recogne. L'ermitage fait toujours l'objet d'un pèlerinage en mémoire de Gossé, un ermite qui vécut à fin du XVIIe siècle et au début du XVIIIe siècle. Il n'a jamais été béatifié ni canonisé.

## Activités
Compogne possède une école communale.
Le club de football du Royal Football Club de Compogne-Bertogne se trouve au hameau de Vivrou.
Plusieurs gîtes ruraux se trouvent dans le village.